# Sint-Martinuskerk (Sint-Martens-Bodegem)

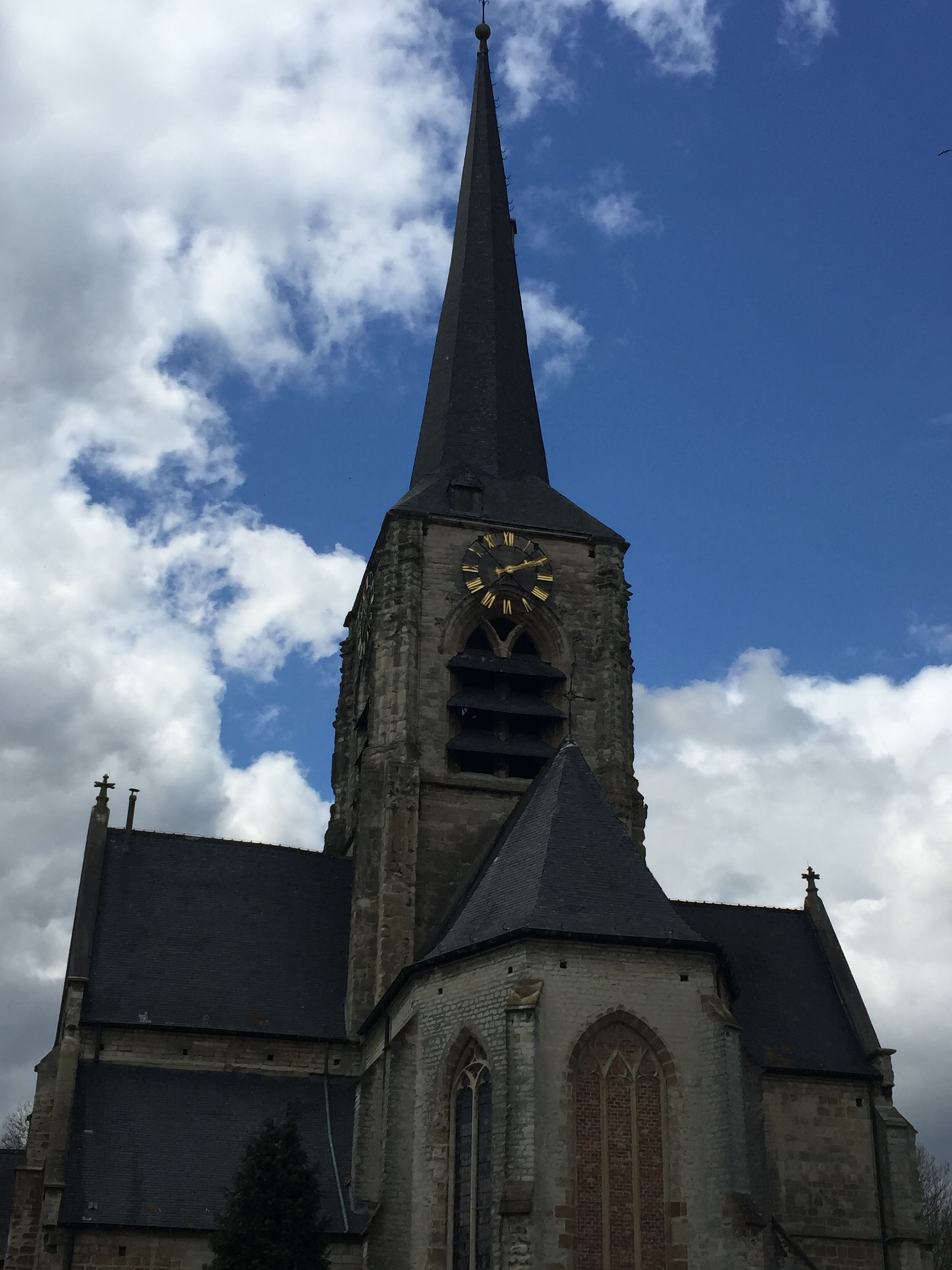

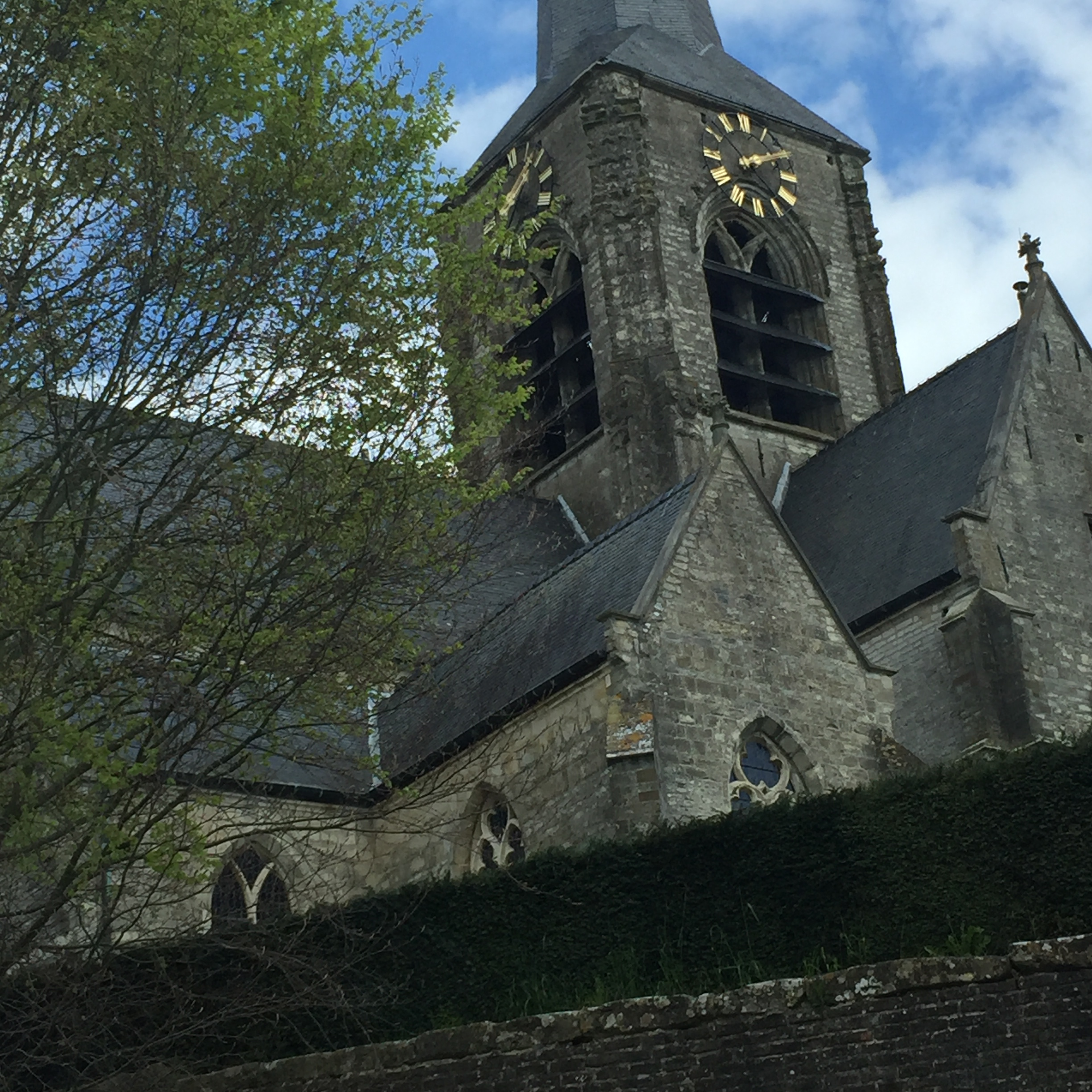

De Sint-Martinuskerk is een kerk die zich bevindt in de Kerkstraat te Sint-Martens-Bodegem, een deelgemeente van Dilbeek in Vlaams-Brabant. Het exacte bouwjaar is onbekend, maar kunsthistorici situeren de bouw aan het einde van de 15e en het begin van de 16e eeuw. Eind 17e eeuw werd er een uitspringend portaal en een kapel aangebouwd. De kerk staat sinds 1938 op de lijst van beschermde monumenten en de kerkhofmuur staat er sinds 1981 op.

## Geschiedenis
De Sint-Martinuskerk is gebouwd op een kerkheuvel en is opgetrokken in laatgotische stijl. Voorheen stond op deze plek een Romaans bedehuis. De oorspronkelijke westergevel is de huidige voorgevel geworden. Bij de restauratie tussen 1966 en 1975 werden al de Romaanse sporen verdwenen en werd gans het westerportaal vernieuwd en in 1992 werden de kerkhofmuren gerestaureerd. Tot voor de restauratiewerken in 1966 verraadden immers de dichtgemetselde rondvensters langs wederzijds kanten van de toegangspoort deze Romeinse onderbouw.

## Brand
Op zondag 3 september 1876 brak tijdens de hoogmis door een bliksemschicht een brand uit in de kerktoren. De brand bleef toen beperkt tot de toren en sindsdien hebben ze een bliksemafleider geplaatst op de kerktoren.

## Indeling
In vergelijking met de monumentale bouw is de inrichting van de kerk sober. Het schip van de kerk is driebeukig. Tegen de noordelijke zijbeuk is de doodkapel aangebouwd, daartegenover is er de Sint-Niklaaskapel. In de linkervleugel van de dwarsbeuk bevindt zich het altaar van Onze-Lieve-Vrouw van de Rozenkrans. Het altaar in de rechtervleugel is toegewijd aan Sint-Elooi, de tweede patroonheilige van de parochie. Beide zijaltaren evenals het hoofdaltaar en de barokke lambriseringen dateren van midden 18e eeuw. Boven het altaar staat er een beeld van de patroonheilige van de parochie Sint-Martinus. Ook bevindt zich er een 6 meter hoge preekstoel, een werk van Livinus Maes uit 1788. Merkwaardig is dat de kruisweg in plaats van de gebruikelijke 14 staties één meer telt. De 15e statie beschrijft de verrijzenis van Christus.

## Paardenommegang
Aan de buitenkant van de kerk bevinden zich ijzeren ringen ingemetseld in de wand van de kerk evenals in de kerkhofmuur. Deze ringen werden vroeger gebruikt tijdens de paardenommegang ter ere van Sint-Elooi.